# ريتشارد إي. سنو
ريتشارد إي. سنو (بالإنجليزية: Richard E. Snow)‏ هو عالم نفس أمريكي، ولد في 6 يونيو 1936 في نيوآرك في الولايات المتحدة، وتوفي في 5 ديسمبر 1997 في ستانفورد في الولايات المتحدة.